# Паллій

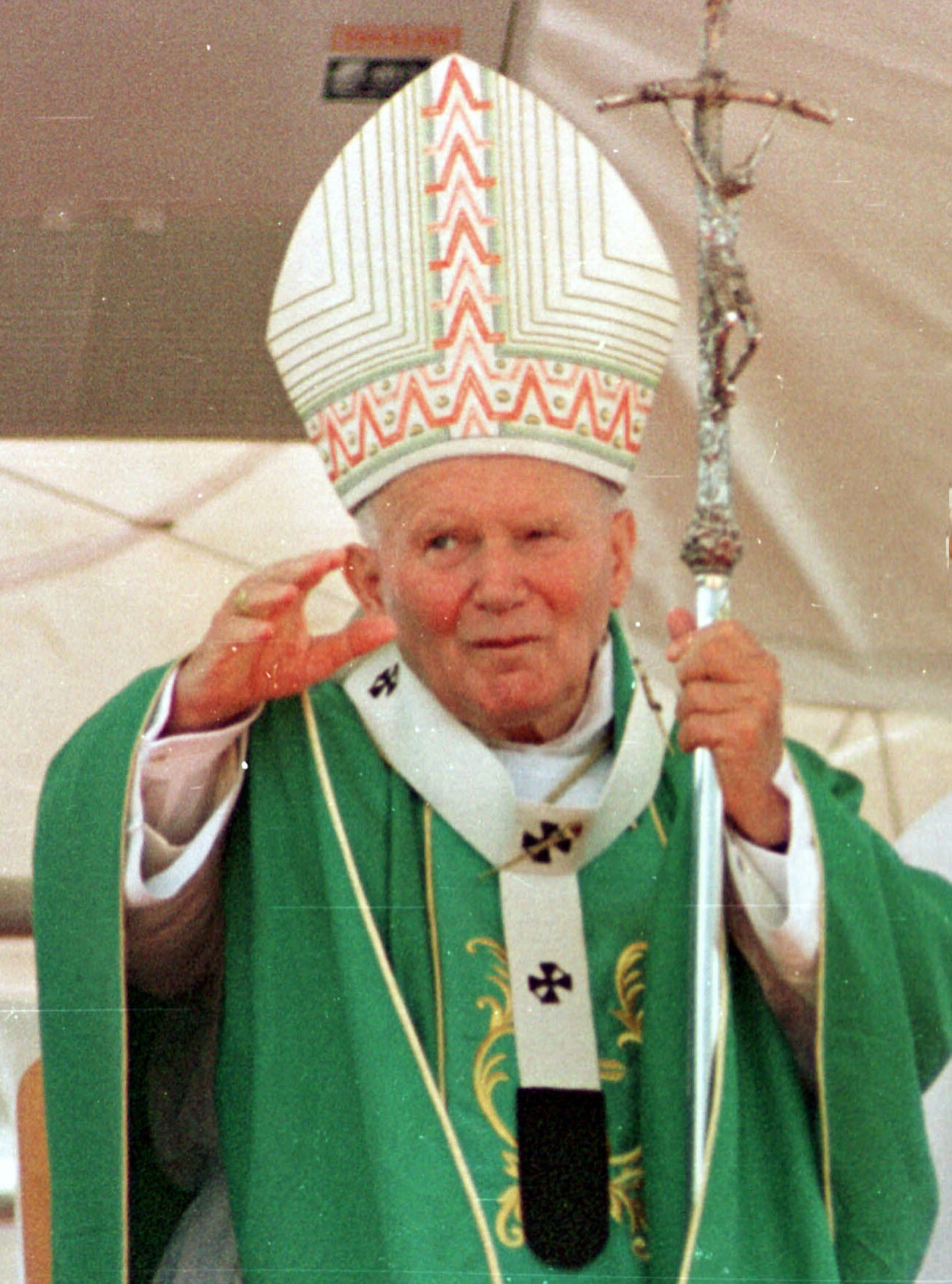
Папа Іван-Павло II у паллії

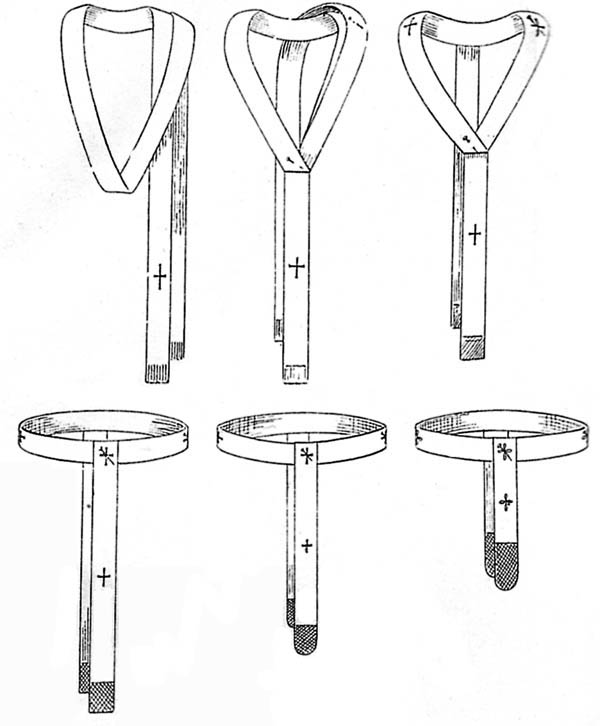
Еволюція паллія

Паллій, паліум, па́лій (лат. pallium, МФА: [ˈpæli.əm]) — у римо-католицькій церкві складова літургійного одягу папи і митрополитів. Вузька стрічка з білої овечої вовни з шістьма хрестами. Три з шести хрестів прикрашені золотими голками з дорогоцінними каменями. На кінцях — обшиті чорним шовком шматочки свинцю. Носиться поверх орната так, щоб один кінець паліума звисав спереду, а інший — ззаду. Аналог у східних церквах — омофор. Первісно — великий вовняний плащ, який носили давньогрецькі й римські філософи та вчителі.

## Літургічне значення
Історичне походження паліума пов'язане із символом заблуканої вівці, яку пастир несе на своїх плечах (18:12). Паллій папи символізує повноту його влади. Паллій митрополитів — знак підлеглості папі і влади в межах митрополії. Кодекс канонічного права Римсько-католицької церкви каже: «(паллій) означає владу, якій митрополит у спілкуванні з Римською Церквою наділяється по праву у своїй провінції». Папа одягає паллій на кожній літургії. Відповідно до нового ККП митрополит може носити паллій на кожну службу, але тільки в межах своєї церковної провінції.

## Історія
Близько IV століття в християнстві з'явилася традиція носіння паллія єпископами. З VI століття на Заході існує церемонія вручення паллія єпископам, причому він вручався не всім єпископам, а як знак особливої відмінності. Надалі еволюція цього елемента одягу йшла на Сході та Заході по різному: так, на Сході право носіння омофора на літургії отримав будь-який архієрей, в той час як на Заході носіння паллія поступово стало прероргативою одних лише архієпископів, а потім тільки митрополитів. Форми паллія протягом історії багато разів змінювалися.

## Виготовлення і вручення
Паллій традиційно виготовляється з вовни двох білих ягнят, вирощених в римській громаді ченців-траппістов (монастир Тре Фонтані). Щорічно 21 січня на свято Святої Агнеси в церкві Сант Ан'єзе фуорі ле Мура проводиться папська меса, під час якої папа благословляє цих ягнят. Пізніше їх пострижуть і виготовляють новий паллій, який аж до церемонії його вручення зберігається в гротах під собором Святого Петра поруч з могилою апостола Петра. Відповідно до чинного канонічного права новий митрополит зобов'язаний протягом трьох місяців після свого призначення на митрополичу кафедру випросити паллій у папи. Церемонія вручення паллія проводиться у Ватикані в урочистій обстановці, як правило, 29 червня, у свято святих апостолів Петра і Павла. Власне покладання паллія на митрополита здійснює кардинал-протодиякон. У тому випадку, якщо митрополит переводиться з однієї кафедри на іншу, він зобов'язаний випросити в папи новий паллій. Аж до недавнього часу у римських пап зберігалося право вручати паллій не митрополитам як знак особливої честі, проте в 1978 році папа Павло VI скасував цю можливість. З цього моменту єдиним винятком, коли паллій вручається не митрополиту, стало вручення папі паллія декану Колегії кардиналів (який не має митрополичої кафедри). 29 червня 2005 папа Бенедикт XVI вручив паллій чинному декану Анджело Содано.

## Новий зразок

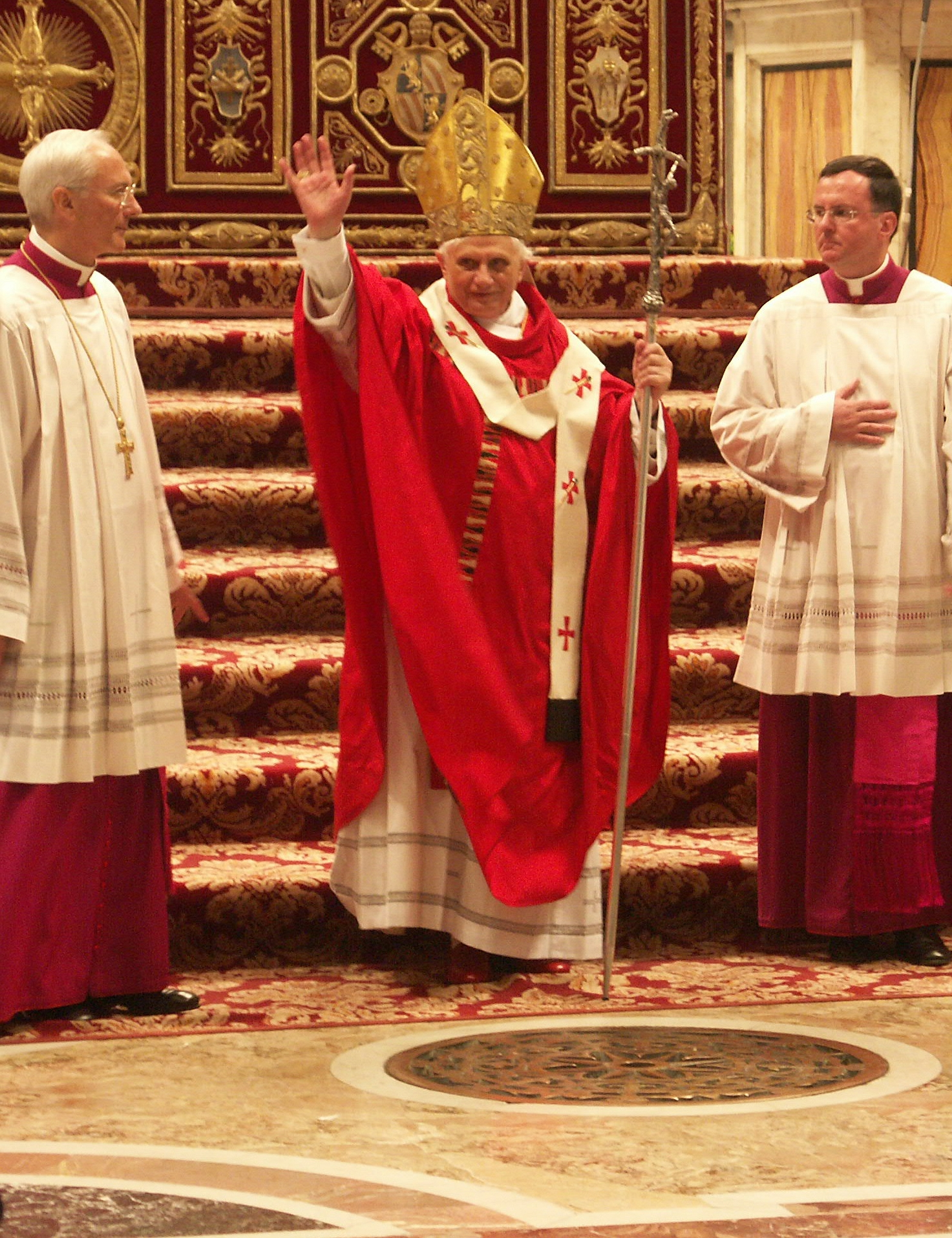
Папа Бенедикт XVI в новому паллії

З 29 червня 2008 використовується паллій нового типу. Він ширший попереднього і є у формі кола з двома кінцями, що спускаються посередині спереду та ззаду. Паллій такої форми вперше з'явилися в X або XI столітті. За словами єпископа Маріні, обер-церемоніймейстера Ватикану, форма паллія, прийнята Бенедиктом XVI після свого обрання (з кінцем, спускається з лівого плеча) і походить з VI століття, викликала деякі проблеми та незручності, у зв'язку з чим було вирішено повернутися до округлої форми.